# Joan Garriga
Joan Garriga Vilaresau (Barcelona, 29 de marzo de 1963-Barcelona, 27 de agosto de 2015) fue un piloto de motociclismo de velocidad español que compitió internacionalmente entre 1984 y 1993. Se caracterizó por su ímpetu y arrojo , con un estilo agresivo de pilotaje y por su facilidad para el adelantamiento, lo que le valió el apodo de Comecocos. También era llamado Boeing 747.
Entre otros logros, ganó tres Campeonatos de España de velocidad (1984, 86 y 87) y las 24 Horas de Montjuic en tres ocasiones (1984 a 1986). Su mejor temporada en el Campeonato del Mundo fue la de 1988, en la que ganó 3 Grandes Premios y logró un total de 10 podios, disputando el título mundial a Sito Pons, quien acabó siendo campeón. De hecho, su rivalidad con Sito Pons se inició ya en el campeonato nacional de 250cc en 1983 y fue muy conocida, llegando a haber dos bandos de seguidores incondicionales: los garriguistas y los sitistas.

## Trayectoria deportiva

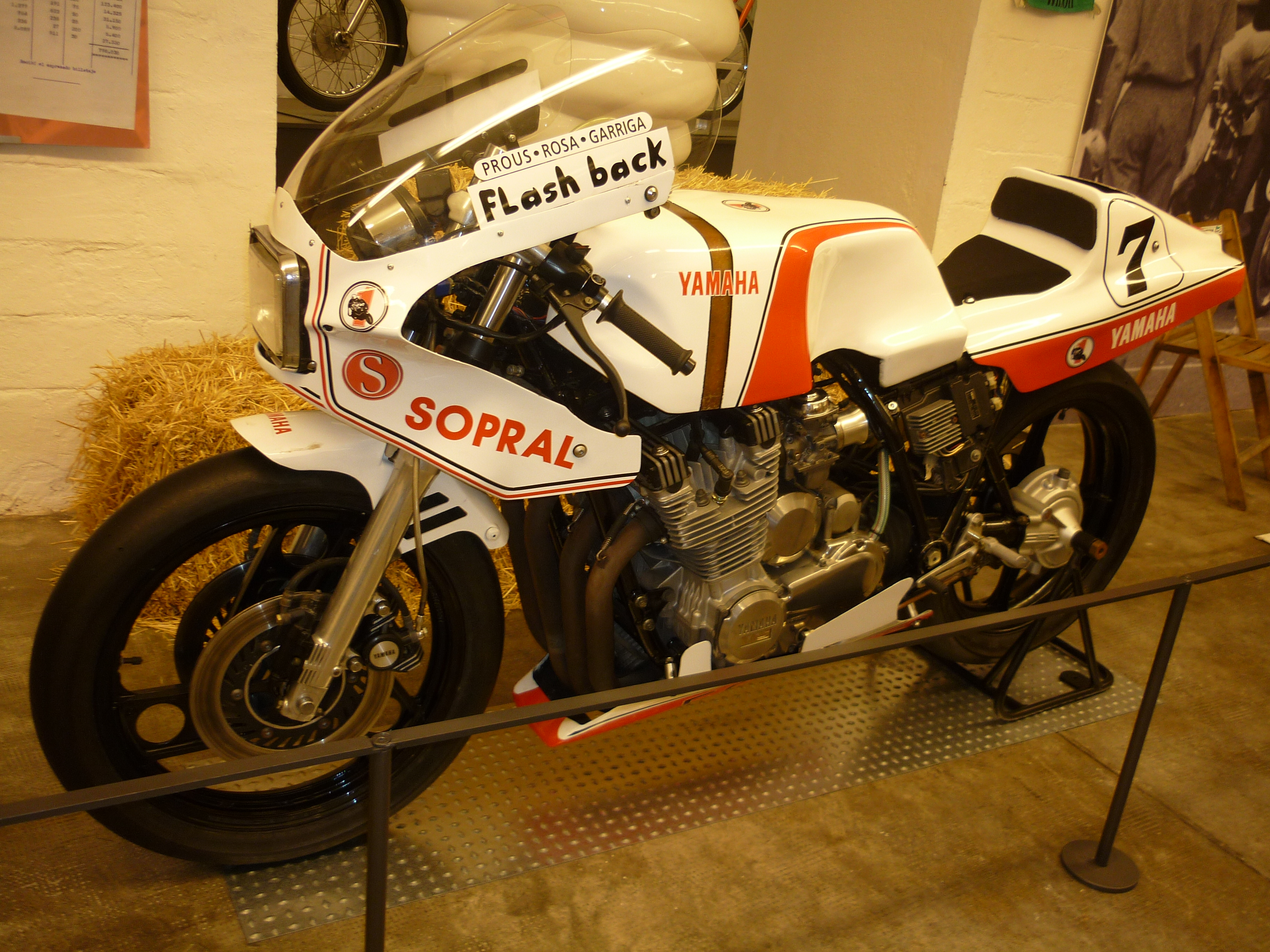
La Yamaha que pilotó en las 24 Horas de Montjuic de 1983

Garriga vivía en Vallvidrera, cerca de la carretera de la Arrabassada, por lo que se familiarizó desde muy joven con el ambiente motociclista que rodeaba aquella carretera, sede durante años de carreras de subida de montaña. Además, sus abundantes curvas le sirvieron de entrenamiento con la motocicleta.
Debutó en competición internacional en la temporada de 1984, en la categoría de 250cc, con una Yamaha. A lo largo de su carrera siempre formó parte del equipo oficial de esta marca japonesa, salvo en las temporadas de 1985 con JJ Cobas, 1986 con Cagiva y 1993 con Ducati en el mundial de Superbikes, año en el que hizo una última aparición en 500 cc en el Gran Premio de Europa, en el circuito de Montmeló, con una Cagiva.
Después de su destacada temporada de 1988, en 1989 se vio inmerso en todo tipo de problemas (especialmente, una considerable bajada de prestaciones de su Yamaha) y terminó octavo el mundial. Al año siguiente decidió pasar a los 500 cc, donde compitió tres años sin llegar a los resultados de 1988; finalmente, en 1993 cambió a Superbike y al final de temporada se retiró de la competición.

## Resultados

### Campeonato Mundial de Motociclismo
Sistema de puntuación desde 1969 hasta 1987:
| Posición | 1.º | 2.º | 3.º | 4.º | 5.º | 6.º | 7.º | 8.º | 9.º | 10.º |
| Puntos   | 15  | 12  | 10  | 8   | 6   | 5   | 4   | 3   | 2   | 1    |

Sistema de puntuación desde 1988 hasta 1991:
| Posición | 1.º | 2.º | 3.º | 4.º | 5.º | 6.º | 7.º | 8.º | 9.º | 10.º | 11.º | 12.º | 13.º | 14.º | 15.º |
| Puntos   | 20  | 17  | 15  | 13  | 11  | 10  | 9   | 8   | 7   | 6    | 5    | 4    | 3    | 2    | 1    |

Sistema de puntuación en 1992:
| Posición | 1.º | 2.º | 3.º | 4.º | 5.º | 6.º | 7.º | 8.º | 9.º | 10.º |
| Puntos   | 20  | 15  | 12  | 10  | 8   | 6   | 4   | 3   | 2   | 1    |

Sistema de puntuación de 1993 hasta 2022:
| Posición | 1.º | 2.º | 3.º | 4.º | 5.º | 6.º | 7.º | 8.º | 9.º | 10.º | 11.º | 12.º | 13.º | 14.º | 15.º |
| Puntos   | 25  | 20  | 16  | 13  | 11  | 10  | 9   | 8   | 7   | 6    | 5    | 4    | 3    | 2    | 1    |

#### Carreras por año
(Carreras en negrita indica pole position, carreras en cursiva indica vuelta rápida)
| Año  | Cat.  | Equipo          | 1       | 2       | 3       | 4       | 5       | 6       | 7       | 8       | 9       | 10     | 11      | 12      | 13     | 14     | 15     | Pts. | Pos. |
| ---- | ----- | --------------- | ------- | ------- | ------- | ------- | ------- | ------- | ------- | ------- | ------- | ------ | ------- | ------- | ------ | ------ | ------ | ---- | ---- |
| 1984 | 250cc | Yamaha-JJ Cobas | RSA -   | NAC -   | ESP -   | AUT -   | ALE -   | FRA DNQ | YUG 14  | NED -   | BEL -   | GBR -  | SUE -   | RSM -   |        |        |        | 0    | -    |
| 1985 | 250cc | JJ Cobas        | RSA Ret | ESP 18  | ALE Ret | NAC 11  | AUT 7   | YUG Ret | NED DNS | BEL 7   | FRA 11  | GBR 20 | SUE 14  | RSM 14  |        |        |        | 8    | 18.º |
| 1986 | 500cc | Cagiva          | ESP 8   | NAC Ret | ALE Ret | AUT Ret | YUG 12  | NED 10  | BEL Ret | FRA 20  | GBR Ret | SUE -  | RSM Ret |         |        |        |        | 4    | 17.º |
| 1987 | 250cc | Ducados-Yamaha  | JAP 6   | ESP 3   | ALE 8   | NAC Ret | AUT 11  | YUG 9   | NED 8   | FRA DNS | GBR -   | SUE -  | CHE 9   | RSM 7   | POR 2  | BRA 10 | ARG 7  | 46   | 11.º |
| 1988 | 250cc | Ducados-Yamaha  | JAP 6   | USA 10  | ESP 2   | EXP 1   | NAC 3   | ALE 3   | AUT 3   | NED 1   | BEL 6   | YUG 2  | FRA 4   | GBR 3   | SUE 2  | CHE 1  | BRA 5  | 221  | 2.º  |
| 1989 | 250cc | Ducados-Yamaha  | JAP 10  | AUS 4   | USA Ret | ESP 4   | NAC Ret | ALE 8   | AUT Ret | YUG 5   | NED NC  | BEL 7  | FRA 8   | GBR 6   | SUE 10 | CHE 7  | BRA 11 | 98   | 8.º  |
| 1990 | 500cc | Ducados-Yamaha  | JAP 10  | USA 6   | ESP 9   | NAC 8   | ALE 7   | AUT 9   | YUG Ret | NED 6   | BEL 9   | FRA 8  | GBR 7   | SUE 8   | CHE 5  | HUN 5  | AUS 6  | 121  | 6.º  |
| 1991 | 500cc | Ducados-Yamaha  | JAP 7   | AUS Ret | USA 8   | ESP 4   | ITA 8   | ALE 7   | AUT 6   | EUR 6   | NED 12  | FRA 11 | GBR 9   | RSM 7   | CHE 6  | VDM 6  | MAL 4  | 121  | 7.º  |
| 1992 | 500cc | Ducados-Yamaha  | JAP 12  | AUS 9   | MAL 4   | ESP 7   | ITA 6   | EUR 10  | ALE 9   | NED 4   | HUN 8   | FRA 4  | GBR 3   | BRA Ret | RSA 10 |        |        | 61   | 7.º  |
| 1993 | 500cc | Cagiva          | AUS -   | MAL -   | JAP -   | ESP -   | AUT -   | ALE -   | NED -   | EUR 9   | RSM -   | GBR -  | CZE -   | ITA -   | USA -  | FIM -  |        | 7    | 25.º |

### Campeonato Mundial de Superbikes

#### Carreras por año
| Año  | Moto   | GBR | GBR | ALE | ALE | ESP | ESP | SMR | SMR | AUT | AUT | CZE | CZE | SUE | SUE | MAL | MAL | JAP | JAP | NED | NED | ITA | ITA | GBR | GBR | POR | POR | Pts. | Pos. |
| Año  | Moto   | R1  | R2  | R1  | R2  | R1  | R2  | R1  | R2  | R1  | R2  | R1  | R2  | R1  | R2  | R1  | R2  | R1  | R2  | R1  | R2  | R1  | R2  | R1  | R2  | R1  | R2  | Pts. | Pos. |
| ---- | ------ | --- | --- | --- | --- | --- | --- | --- | --- | --- | --- | --- | --- | --- | --- | --- | --- | --- | --- | --- | --- | --- | --- | --- | --- | --- | --- | ---- | ---- |
| 1993 | Ducati | 11  | 8   | Ret | 2   | 6   | 5   | 7   | 5   |     |     |     |     |     |     |     |     |     |     |     |     |     |     |     |     |     |     | 71   | 12.º |

## Vida personal
Tras retirarse tuvo muchos problemas personales. En 2003 fue condenado por tráfico de drogas y tenencia de armas; no llegó a ingresar en prisión, sino que siguió un tratamiento de rehabilitación. Una vez rehabilitado, colaboró como monitor en el circuito de Almería. En 2013 fue desahuciado, y su casa, valorada entonces en un millón de euros, fue subastada por 250 000. Sufrió dos infartos y murió en 2015 debido a las heridas causadas por un accidente de moto.